# Ergebnisse der Kommunalwahlen in Osnabrück
- Linke: 2
- PARTEI: 1
- Volt: 1
- UWG: 1
- Grüne: 14
- SPD: 12
- FDP: 3
- CDU: 13
- BOB: 2
- AfD: 1

In den folgenden Listen werden die Ergebnisse der Kommunalwahlen in Osnabrück seit 1946 aufgelistet. Das jeweils stärkste Ergebnis ist farblich hinterlegt.

## Stadtratswahlen 1946 bis 1996
Es werden nur die Ergebnisse der größeren Parteien aufgelistet. Zwischen 1961 und 1976 hatte jede wählende Person eine, davor und seitdem drei Stimmen.
| Termin     | Wahlbeteiligung | CDU  | SPD  | Grüne | FDP  | Sonstige |
| ---------- | --------------- | ---- | ---- | ----- | ---- | -------- |
| 13.10.1946 | 78,5            | 29,1 | 35,3 | –     | 1,3  | 34,3     |
| 28.11.1948 | 61,1            | 30,0 | 37,1 | –     | –    | 32,9     |
| 09.11.1952 | 76,2            | 18,7 | 34,6 | –     | 5,6  | 41,4     |
| 28.10.1956 | 73,7            | 29,8 | 39,4 | –     | 4,1  | 26,7     |
| 19.03.1961 | 73,6            | 36,8 | 39,6 | –     | 7,3  | 16,3     |
| 27.09.1964 | 68,3            | 39,0 | 46,6 | –     | 9,6  | 4,8      |
| 29.09.1968 | 67,9            | 40,7 | 42,8 | –     | 10,5 | 6,0      |
| 22.10.1972 | 78,6            | 41,5 | 52,3 | –     | 5,1  | 1,1      |
| 03.10.1976 | 90,7            | 44,5 | 48,3 | –     | 6,5  | 0,7      |
| 27.09.1981 | 70,7            | 48,7 | 40,5 | 5,9   | 4,6  | 0,3      |
| 05.10.1986 | 67,7            | 45,7 | 41,9 | 7,8   | 4,3  | 0,4      |
| 06.10.1991 | 63,8            | 41,0 | 40,7 | 11,7  | 6,6  | –        |
| 15.09.1996 | 58,9            | 41,6 | 38,8 | 12,5  | 5,2  | 2,0      |

| Jahr | Gesamt | CDU | SPD | Grüne | FDP |
| ---- | ------ | --- | --- | ----- | --- |
| 1972 | 51     | 22  | 27  | –     | 2   |
| 1976 | 51     | 23  | 25  | –     | 3   |
| 1981 | 51     | 25  | 21  | 3     | 2   |
| 1986 | 51     | 24  | 21  | 4     | 2   |
| 1991 | 51     | 21  | 21  | 6     | 3   |
| 1996 | 51     | 22  | 21  | 6     | 2   |

## Stadtratswahlen seit 2001
Seit 2001 besteht der Stadtrat aus 50 gewählten Abgeordneten sowie kraft Amtes aus der Oberbürgermeisterin oder dem Oberbürgermeister. (§ 45 f. NKomVG)
| Wahltermine                                       | Wahltermine                                       | 12.09.2021 | 12.09.2021 | 11.09.2016 | 11.09.2016 | 11.09.2011 | 11.09.2011 | 10.09.2006 | 10.09.2006 | 09.09.2001 | 09.09.2001 |
| Parteien, Wählergemeinschaften, Einzelbewerbungen | Parteien, Wählergemeinschaften, Einzelbewerbungen | Prozent    | Sitze      | Prozent    | Sitze      | Prozent    | Sitze      | Prozent    | Sitze      | Prozent    | Sitze      |
| ------------------------------------------------- | ------------------------------------------------- | ---------- | ---------- | ---------- | ---------- | ---------- | ---------- | ---------- | ---------- | ---------- | ---------- |
| CDU                                               | Christlich Demokratische Union Deutschlands       | 25,64      | 13         | 37,59      | 19         | 35,17      | 18         | 38,41      | 19         | 43,01      | 23         |
| SPD                                               | Sozialdemokratische Partei Deutschlands           | 23,34      | 12         | 24,89      | 13         | 29,88      | 15         | 34,73      | 18         | 31,67      | 17         |
| GRÜNE                                             | Bündnis 90/Die Grünen                             | 29,21      | 14         | 18,15      | 9          | 20,91      | 11         | 12,11      | 6          | 10,27      | 5          |
| FDP                                               | Freie Demokratische Partei                        | 6,40       | 3          | 5,93       | 3          | 4,61       | 2          | 9,96       | 5          | 10,89      | 5          |
| DIE LINKE.                                        | Die Linke                                         | 4,63       | 2          | 4,76       | 2          | 3,43       | 2          | 2,54       | 1          | 1,14       | 0          |
| BOB                                               | BUND OSNABRÜCKER BÜRGER e. V.                     | 3,50       | 2          | 3,70       | 2          | –          | –          | –          | –          | –          | –          |
| UWG                                               | Unabhängige Wählergemeinschaft Osnabrück-Stadt    | 1,25       | 1          | 1,82       | 1          | 2,90       | 1          | 2,26       | 1          | 1,8        | 0          |
| AfD                                               | Alternative für Deutschland                       | 1,92       | 1          | –          | –          | –          | –          | –          | –          | –          | –          |
| dieBasis                                          | Basisdemokratische Partei Deutschland             | 0,70       | 0          | –          | –          | –          | –          | –          | –          | –          | –          |
| Die PARTEI                                        | Die PARTEI                                        | 1,62       | 1          | –          | –          | –          | –          | –          | –          | –          | –          |
| Volt                                              | Volt Deutschland                                  | 1,42       | 1          | –          | –          | –          | –          | –          | –          | –          | –          |
| PIRATEN                                           | Piratenpartei Deutschland                         | –          | –          | 1,88       | 1          | 2,03       | 1          | –          | –          | –          | –          |
| BIG                                               | Bündnis für Innovation und Gerechtigkeit          | –          | –          | 0,53       | 0          | 0,84       | 0          | –          | –          | –          | –          |
| DMD                                               | Demokratische Mitte Deutschlands                  | –          | –          | 0,53       | 0          | –          | –          | –          | –          | –          | –          |
| ödp                                               | Ökologisch-Demokratische Partei                   | –          | –          | –          | –          | 0,22       | 0          | –          | –          | 0,68       | 0          |
| DKP                                               | Deutsche Kommunistische Partei                    | –          | –          | –          | –          | –          | –          | –          | –          | 0,38       | 0          |
| EB                                                | Einzelbewerbungen                                 | 0,37       | 0          | 0,23       | 0          | –          | –          | –          | –          | 0,04       | 0          |
| Wahlbeteiligung in Prozent                        | Wahlbeteiligung in Prozent                        | 53,35      | 53,35      | 51,23      | 51,23      | 45,86      | 45,86      | 47,12      | 47,12      | 50,34      | 50,34      |

1. ↑  als Osnabrücker LINKE WählerInnengemeinschaft (OsL)
2. ↑  als Partei des Demokratischen Sozialismus (PDS)
3. ↑  Kurzbezeichnung: dieBasis LV Niedersachsen
4. ↑  Kurzbezeichnung: PIRATEN Niedersachsen
5. ↑  als Muslimisch-Demokratische Union (MDU)
6. ↑  Reinhart Richter 0,36 %; Thomas Spohn 0,01 %
7. ↑  Christian Steiffen